# CV Almería

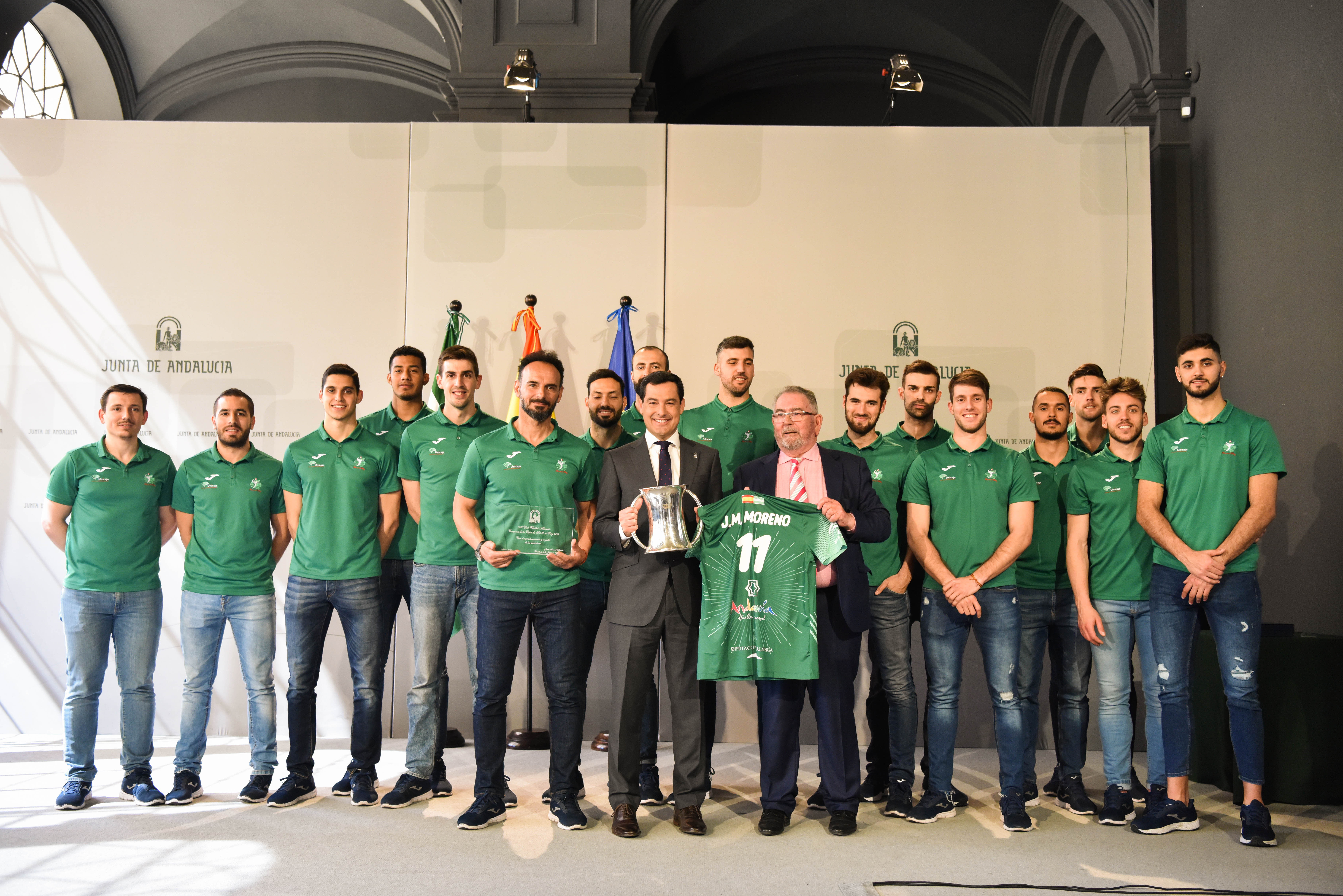
Zawodnicy Unicaja Almería w sezonie 2018/2019

Unicaja Almeria – hiszpański męski klub siatkarski z Almeríi założony w 1986 roku

## Sukcesy
Puchar Hiszpanii:
- 1995, 1998, 1999, 2000, 2002, 2007, 2009, 2010, 2014, 2016, 2019

Mistrzostwo Hiszpanii:
- 1997, 1998, 2000, 2001, 2002, 2003, 2004, 2005, 2013, 2015, 2016, 2022[1]
- 1993, 2007, 2008, 2009, 2010, 2011, 2012, 2014, 2017, 2018, 2019, 2021
- 1994, 1995, 1996, 1999

Puchar Europy Mistrzów Klubowych:
- 1998

Puchar Top Teams:
- 2001

Superpuchar Hiszpanii:
- 2002, 2003, 2006, 2010, 2011, 2015